# Marc Wilmet
Marc Wilmet (Charleroi, Bélgica; 28 de agosto de 1938 - 10 de novembro de 2018) foi um linguísta belga e professor na Universidade Livre de Bruxelas. Em 1986 foi premiado com o Prêmio Francqui, nas Ciências Humanas.